# Borislav Tomoski
Borislav Tomoski (* 21. September 1972) ist ein ehemaliger nordmazedonischer Fußballspieler.

## Karriereende
Der Mittelfeldspieler Tomoski gelangte über die mazedonischen Vereine Balkan BISI Skopje und FK Teteks Tetovo zum serbischen FK Vojvodina Novi Sad. Von dort wechselte Tomoski zum deutschen Regionalligisten FC Erzgebirge Aue, für den er bis 1997 aktiv war.
Zur Spielzeit 1997/98 verpflichtete ihn der Bundesligist Hansa Rostock, bei dem mit Toni Mičevski bereits ein weiterer Mazedone im Kader stand. Tomoski kam jedoch für Rostock nur zu einem einzigen Einsatz in der höchsten Spielklasse, als er am 18. Oktober 1997 in der Schlussphase der Partie gegen Schalke 04 eingewechselt wurde. Bereits zur Folgesaison kehrte Tomoski zum FC Erzgebirge zurück, für den er weitere zwei Jahre in der Regionalliga Nordost auflief. Nach Einführung der Regionalliga Nord absolvierte Tomoski in zwei weiteren Spielzeiten für Aue 64 Spiele in dieser, wobei ihm fünf Tore gelangen.
In der Spielzeit 2002/03 wechselte Tomoski zum Regionalliga-Konkurrenten Rot-Weiss Essen, belegte mit diesem jedoch nur den dritten Rang in der Abschlusstabelle hinter den Aufsteigern aus Aue und Osnabrück. Tomoski schloss sich daraufhin dem SC Paderborn 07 an, mit dem er 2003/04 den Aufstieg als Tabellen-Dritter hinter Essen und Dresden erneut verpasste. 2004/05 gelang ihm schließlich der Aufstieg in die 2. Bundesliga mit Paderborn, Tomoski wechselte jedoch zum Chemnitzer FC und blieb so in der Regionalliga, aus der er nach elf Einsätzen in der Saison 2005/06 als Tabellenletzter abstieg.
Nach einer Oberliga-Saison für Chemnitz, in der er 25 Einsätze absolvierte, wechselte Tomoski 2007 erneut den Verein und schloss sich dem Oberligisten VfB Auerbach an. Über die Station BSG Motor Zschopau verschlug es Tomoski 2014 zum SV Germania Gornau (Kreisoberliga Erzgebirge).